# Amanda Röntgen-Maier
Amanda Röntgen-Maier, née le 20 février 1853 à Landskrona et morte le 15 juillet 1894 à Amsterdam, est une violoniste et compositrice suédoise, épouse du compositeur Julius Röntgen. Elle a été la première femme diplômée en direction musicale de l'École royale supérieure de musique de Stockholm en 1872.

## Biographie
Amanda Maier est née dans un foyer musical à Landskrona et a découvert son talent très tôt. C'est son père qui lui donne ses premières leçons de violon et de piano. À l'âge de seize ans, Maier a commencé à étudier à l'École royale supérieure de musique de Stockholm, où elle a étudié le violon, l'orgue, le piano, le violoncelle, la composition et l'harmonie.
Amanda Maier a donné des concerts de violon en Suède et à l'étranger. Elle a continué à étudier la composition avec les professeurs du conservatoire Reinecke et Richter à Leipzig et le violon avec Engelbert Röntgen (en), maître de concert de l'Orchestre du Gewandhaus dans la même ville. Pendant cette période, elle a composé une sonate pour violon, un trio pour piano et un concerto pour violon pour orchestre. Son concerto pour violon a été créé en 1875 avec Maier comme soliste et a reçu de bonnes critiques.
À Leipzig, elle rencontre le pianiste et compositeur germano-néerlandais Julius Röntgen (1855-1932), le fils de son professeur de violon. Le couple se marie en 1880 à Landskrona et s'installe à Amsterdam. Le mariage a mis fin aux apparitions publiques d'Amanda, mais elle a continué à composer, et le couple a organisé des salons musicaux et des représentations en Europe de Rubinstein, Joachim et Brahms. À la fin des années 1870, Maier rencontre également Ethel Smyth, qui étudie à Leipzig. Elles sont devenus amies et ont continué à correspondre jusqu'à la mort d'Amanda Maier.
En 1887, Amanda Maier attrape la tuberculose. Pendant sa maladie, le couple séjourne à Nice et à Davos. Sa dernière grande composition est le quatuor pour piano en mi mineur, écrit lors d'un voyage en Norvège en 1891. Elle meurt en 1894 à Amsterdam, aux Pays-Bas.

## Œuvres

### Sélection
- Sonata in B Minor for Violin and Piano (éditeur: Musikaliska Konstföreningen, Stockholm, 1878)
- Six Pieces for Piano and Violin (éditeur: Breitkopf & Hartel, Leipzig, 1879)
- Dialogues: Small Piano Pieces (avec Julius Röntgen, éditeur: Breitkopf & Hartel, Leipzig, 1882)
- String Quartet in A major (1877 - complété par B Tommy Andersson)